# Pierry
Pierry is een gemeente in het Franse departement Marne (regio Grand Est). De plaats maakt deel uit van het arrondissement Épernay. Pierry telde op 1 januari 2022 1.254 inwoners.

## Geografie
De oppervlakte van Pierry bedroeg op 1 januari 2022 5,16 vierkante kilometer; de bevolkingsdichtheid was toen 243 inwoners per km².

## Demografie
Onderstaande figuur toont het verloop van het inwonertal (bron: INSEE-tellingen).